# Sam Porto
Sam Porto (Brasilia, 25 août 1995) est un tatoueur et mannequin brésilien. Il a été le premier homme transgenre à défiler à la Fashion Week de São Paulo,.
Il a défilé pour Ellus et Cavalera et a figuré dans des articles de mode pour des publications telles que Marie Claire. Sam Porto a fait la couverture de grands magazines de mode brésiliens. Il a participé à la campagne de sous-vêtements « Proud My Calvins » pour Calvin Klein. Sa performance a eu un retentissement international et a été publiée dans le Washington Post. Sam Porto fait partie du casting de Way Model.

## Biographie
Sam Porto est né à Brasilia en 1995. Il a débuté comme mannequin en 2019 et a été le premier homme transgenre à défiler à la Fashion Week de São Paulo (SPFW). Il s'est démarqué sur le podium, s'agenouillant et appelant au respect des personnes transgenres, les mots « trans respect » étant inscrits sur son ventre. Le mannequin a également posé pour Mario Testino, pour ÁLG, d'Alexandre Herchcovitch, a fait la couverture de Vogue, a défilé pour Ellus, Cavalera et a participé à des sélections mode pour des publications telles que Marie Claire. La performance de Sam Porto a eu un retentissement international, étant publiée dans le Washington Post. Sam est membre du casting de Way Model et de ROCK MGT.
Sam Porto a fait la couverture de grands magazines de mode brésiliens. Il a participé à la campagne de sous-vêtements « Proud My Calvins » pour Calvin Klein.
Après la publication d'une photo de Bianca Andrade embrassant Sam Porto sur Instagram pour une campagne publicitaire, des rumeurs ont circulé selon lesquelles ils seraient en couple depuis novembre 2022. Bianca a démenti cette rumeur sur TV Fama, affirmant aux téléspectateurs qu'il ne s'agissait que d'un enregistrement professionnel.